# Alemania en los Juegos Olímpicos de París 1900
Alemania estuvo representada en los Juegos Olímpicos de París 1900 por un total de 76 deportistas que compitieron en 10 deportes.  

## Medallistas
El equipo olímpico alemán obtuvo las siguientes medallas:
| Nombre                                                                                   | Deporte  | Competición                |
| ---------------------------------------------------------------------------------------- | -------- | -------------------------- |
| Oro                                                                                      |          |                            |
| Ernst Hoppenberg                                                                         | Natación | 200 m espalda M            |
| Ernst Hoppenberg Max Hainle Julius Frey Max Schöne Herbert von Petersdorff               | Natación | 200 m por equipo M         |
| Gustav Goßler Oscar Goßler Walther Katzenstein Waldemar Tietgens Carl Goßler             | Remo     | Cuatro con timonel (M4+) M |
| Georg Naue Heinrich Peters Ottokar Weise Paul Wiesner                                    | Vela     | 1-2 Ton regata 2           |
| Plata                                                                                    |          |                            |
| Equipo                                                                                   | Rugby    | Torneo M                   |
| Georg Naue Heinrich Peters Ottokar Weise Paul Wiesner                                    | Vela     | Clase abierta              |
| Bronce                                                                                   |          |                            |
| Wilhelm Carstens Julius Körner Adolf Möller Hugo Rüster Gustav-Adolf Moths Max Ammermann | Remo     | Cuatro con timonel (M4+) M |
| Ernst Felle Otto Fickeisen Carl Lehle Hermann Wilker Franz Kröwerath                     | Remo     | Cuatro con timonel (M4+) M |